# سانتنا
سانتنا (به ایتالیایی: Santena) یک کومونه در ایتالیا است که در استان تورین واقع شده‌است.

## خصوصیات
سانتنا ۱۶٫۲ کیلومترمربع مساحت و ۱۰٬۸۴۸ نفر جمعیت دارد و ۲۳۷ متر بالاتر از سطح دریا واقع شده‌است.